# Christoph Meyer (Historiker)

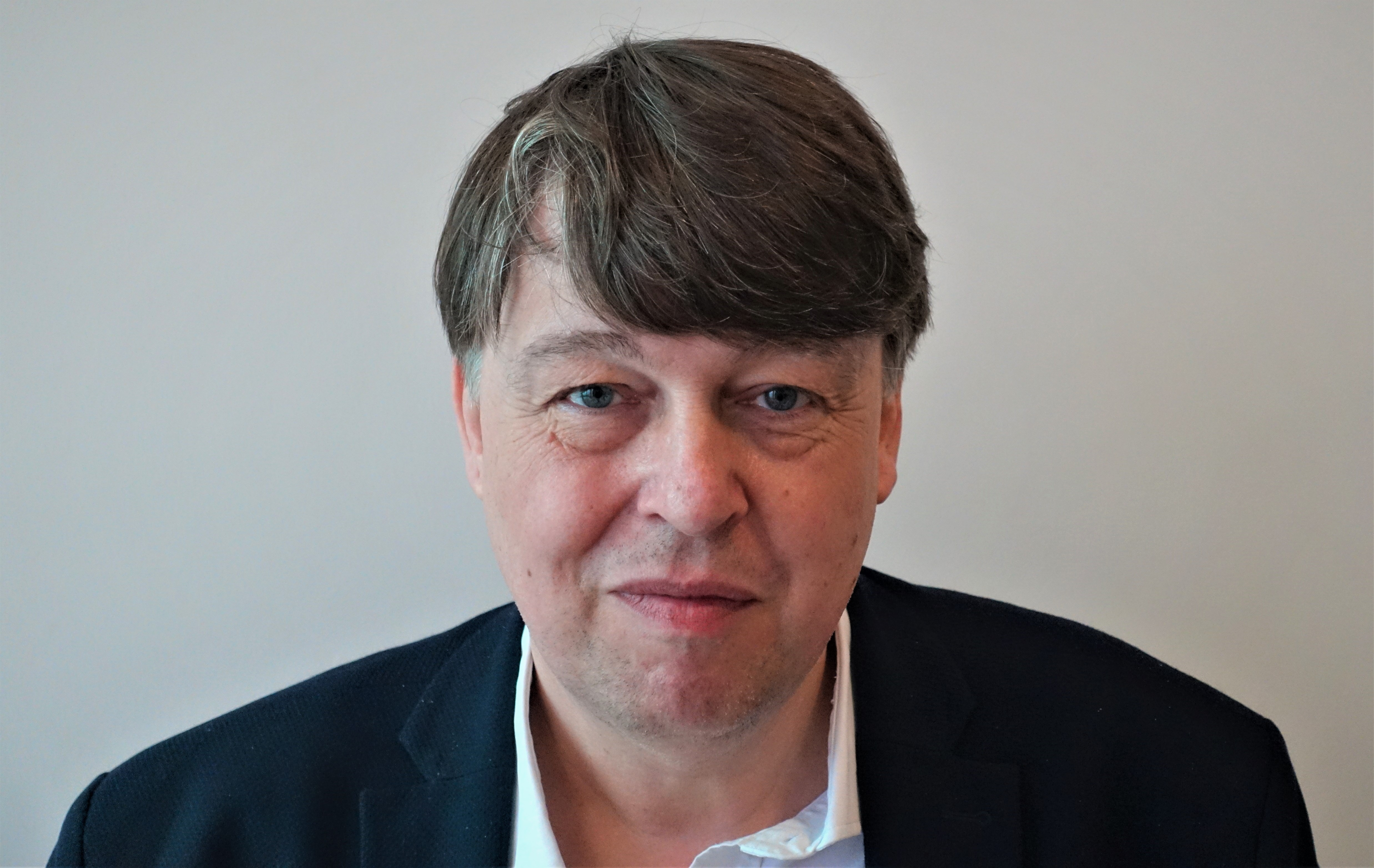
Christoph Meyer, Historiker in Dresden

 Christoph Meyer  (* 11. April 1966 in Emstek) ist ein deutscher Historiker, Professor und Prorektor Bildung an der Hochschule Mittweida und Vorsitzender der Herbert-und-Greta-Wehner-Stiftung in Dresden.

## Ausbildung und Werdegang
Meyer ist aufgewachsen im Dorf Bühren im Landkreis Cloppenburg im Oldenburgischen Münsterland (Niedersachsen). Sein Vater war Vermittler beim Arbeitsamt, seine Mutter eröffnete als Floristin ein Blumengeschäft im Haus der Familie. Er hat von 1972 bis 1984 die Schule besucht und in diesem Jahr auf dem Kolleg St. Thomas der Dominikaner in Vechta das Abitur erworben. Von 1984 bis 1986 leistete er Zivildienst als Rettungssanitäter beim Malteser Hilfsdienst. Christoph Meyer hat von 1986 bis 1993 das Studium der Mittleren und Neueren Geschichte (Hauptfach), Germanistik und Politikwissenschaft (Nebenfächer) an der Universität zu Köln absolviert und mit dem Grad des Magister artium (M.A.) abgeschlossen. Seine Promotion erfolgte im Jahr 1997 am Historischen Seminar der Kölner Uni mit einer Arbeit über das Kuratorium Unteilbares Deutschland. Nach einer kurzen Tätigkeit als Referatsleiter in der Abteilung Studienförderung der Friedrich-Ebert-Stiftung zog Christoph Meyer 1998 von Köln nach Dresden. Dort leitete er dreizehn Jahre das Herbert-Wehner-Bildungswerk. Im Jahr 2011 wurde er auf die Professur für Bildung und Kultur in der Sozialen Arbeit an der Hochschule Mittweida berufen. Von 2018 bis 2023 war er Mitglied im Hochschulrat, seit 2022 Direktor des Instituts für Kommunikation, Kompetenz und Sprachen (IKKS) und seit 2023 Prorektor Bildung der Hochschule Mittweida.
Seit ihrer Gründung durch Greta Wehner im Jahr 2003 ist Christoph Meyer Vorsitzender der Herbert-und-Greta-Wehner-Stiftung in der Tornaer Straße 56a in Dresden. Die Stiftung ist in der früheren Wohnung von Greta Wehner. Die mitgebrachte Einrichtung aus Bonn ist vorhanden und kann besichtigt werden. Im Jahre 2024 wurde eine Biografie über Greta Wehner herausgegeben. Mitglied der SPD ist er seit 1987. In Köln hat er in der Hochschulpolitik und bei den Jusos mitgearbeitet, in Dresden hat er aktiv in der SPD mitgewirkt, zuletzt von 2004 bis 2019 als Mitglied des Ortsbeirats Dresden-Neustadt. Seit 2013 ist er Mitglied im Auswahlausschuss der Friedrich-Ebert-Stiftung.
Meyer ist verheiratet und Vater eines Pflegesohnes. Er lebt in Dresden.

## Veröffentlichungen

### Bücher
- Die deutschlandpolitische Doppelstrategie. Wilhelm Wolfgang Schütz und das Kuratorium Unteilbares Deutschland (1954–1972), Olzog-Verlag, Landsberg am Lech 1997, ISBN 978-3-7892-9389-4
- Herbert Wehner. Biographie, Deutscher Taschenbuch Verlag, München 2006, ISBN 978-3-423-40181-4
- für die Herbert-und-Greta-Wehner-Stiftung (Hrsg.): Greta Wehner: Erfahrungen. Aus einem Leben mitten in der Politik. Edition Sächsische Zeitung, Dresden 2004, ISBN 978-3-910175-14-3.
- Greta Wehner: Eine Frau tritt aus dem Schatten, Langen-Müller, München 2024, ISBN 978-3-7844-3721-7

### Aufsätze
- 1997 Aktionseinheit, Klatschmärsche und Grundlagenfetischismus. Ein Rückblick auf den SHB. In: spw 98, S. 31–36.
- 2007 Definitionen von Nationalismus in geschichtswissenschaftlicher Perspektive. In: Forum für Kritische Rechtsextremismusforschung; Herbert-und-Greta-Wehner-Stiftung (Hg.): Diffusionen. Der kleine Grenzverkehr zwischen Neuer Rechter, Mitte und Extremen. Dresden: Herbert-und-Greta-Wehner-Stiftung (Reihe Wehnerwerk, Bd. 1), S. 70–84
- 2010 Niederlage und Neubeginn. Herbert Wehner und die SPD 1957. In: Gallus, Alexander; Müller, Werner (Hg.): Sonde 1957. Ein Jahr als symbolische Zäsur für Wandlungsprozesse im geteilten Deutschland. Berlin: Duncker & Humblot (Schriftenreihe der Gesellschaft für Deutschlandforschung, Bd. 98), S. 139–159.
- Wessen Opfer, wessen Gedenken, wessen Geschichte? Anmerkungen zur Geschichtskultur und Erinnerungsarbeit in den neuen Bundesländern. In: Drews, Albert (Hg.): Zur Lage der Kulturnation. Wo sind kulturpolitischer Aufbruch und zivilgesellschaftlicherGestaltungswille 20 Jahre nach der Wende? 55. Loccumer Kulturpolitisches Kolloquium. Rehburg-Loccum: Evangelische Akademie Loccum (Loccumer Protokolle 5/10), S. 145–156.
- 2011 Netzwerke ohne Fische? Ostdeutsche Perspektiven der Demokratie. In: Hron, Ralf; Keßler, Ilko; Kost, Klaus u. a. (Hg.): Netzwerke der Mitbestimmung – Beteiligung jenseits der Alltagsnorm. Marburg: Schüren, S. 144–159.
- 2013 Der Mythos vom Verrat. Wehners Ostpolitik und die Irrtümer von Egon Bahr, in: Deutschland Archiv Online, 19. Dezember 2013, www.bpb.de/175147.
- 2015 Deutschland zusammenhalten. Wilhelm Wolfgang Schütz und sein „Unteilbares Deutschland“. In: Deutschland Archiv 2014. Bonn: Bundeszentrale für politische Bildung (Schriftenreihe, Bd. 1544), S. 202–216 (Text auch im Internet: www.bpb.de/188966).
- 2017 Geheuchelte Demokratie. Wenn der Staat modern sein soll. In: Busse, Stefan; Beer, Kornelia (Hg.): Modernes Leben – Leben in der Moderne. Wiesbaden: Springer VS, S. 29–47.
- 2020 Wöhner, Lüg und wunderliche Wandel – Herbert Wehner und die Medien. In: Wrobel-Leipold, Andreas; Kusche, Ramona; Hammer, Helmut (Hg.): Mensch: Medien: Macher. Festschrift für Ludwig Hilmer. Mittweida: Hochschulverlag Mittweida, S. 347–371.
- 2021 Dunkelbunte Bilanz – politische Bildung im Osten. In: 70 Jahre Arbeit und Leben. Eine Reise zu mehr Demokratie, Teilhabe und Emanzipation. Berlin: Arbeit und Leben Berlin-Brandenburg DGB/VHS e.V., S. 49–51.
- 2022 Das Archiv der Herbert-und-Greta-Wehner-Stiftung. In: Förderkreis Archive und Bibliotheken zur Geschichte der Arbeiterbewegung e.V.: Mitteilungen Nr. 61 (März 2022), S. 10–14 (Text auch im Internet: http://www.hgwst.de/archiv2022/).